# I'll Go Crazy (canção de James Brown)
"I'll Go Crazy" é uma canção rhythm and blues gravada por James Brown and The Famous Flames. Lançada como single em 1960, foi o quarto sucesso R&B de Brown, alcançando o número 15 desta parada. Brown e os Flames também apresentaram a canção como abertura do álbum de 1963 Live at the Apollo.
A performance de "I'll Go Crazy" em Live at the Apollo foi lançada como lado-B de um single de 1966, juntamente como "Lost Someone" (também do álbum ao vivo). Alcançou o número 38 na parada R&B e 73 na Pop. Foi o último single junto ao The Famous Flames a entrar nas paradas.
"I'll Go Crazy" inspirou  versões covers de diferente artistas, incluindo The Rolling Stones, The Kingsmen, The Blues Magoos, The Residents, The Moody Blues,  The Buckinghams, Chris Isaak, Jerry Garcia e David Grisman, Buddy Guy, The Nighthawks, Tommy Quickly, Graham Bonnet, The Honeycombs ao vivo em Tóquio e de Clarence Clemons. Tommy James And The Shondells lançaram uma versão cover da canção em seu álbum de estreia, Hanky Panky. Foi performada por Dan Aykroyd no tributo do ator à Brown em 2003 no Kennedy Center Honors.
Esta música foi usada no Late Show with David Letterman como música tema do segmento "Who Said It?".

## Músicos
- James Brown - vocais

e The Famous Flames:
- Bobby Byrd - vocais
- Bobby Bennett - vocais
- Baby Lloyd Stallworth - vocais
- Johnny Terry - vocais
- Willie Johnson - vocais

com The James Brown Band:
- J.C. Davis - saxofone tenor
- Bobby Roach - guitarra
- Bernard Odum - baixo
- Nat Kendrick - bateria

e aiinda:
- Sonny Thompson - piano
- James McGary - saxofone alto[3]